# Myrospermum frutescens
Espèce
Myrospermum frutescens est une espèce de plantes à fleurs de la famille des Fabaceae (Légumineuses). C'est un arbre endémique du Venezuela où il porte le nom de cereipo ou guatamare.

## Liste des variétés
Selon Tropicos (7 août 2014) (Attention liste brute contenant possiblement des synonymes) :
- variété Myrospermum frutescens var. emarginatum (Klotzsch) M. Gómez
- variété Myrospermum frutescens var. frutescens